# Emilio Castelletti
Emilio Castelletti (Roma, 31 marzo 1951) è un mafioso italiano, esponente dell'organizzazione malavitosa romana Banda della Magliana.

## Biografia
Nato a Roma, nel quartiere Magliana, fa il suo ingresso nel mondo della criminalità sin da giovanissimo, nella seconda metà degli anni sessanta, come rapinatore, essendo parte di una piccola batteria, mentre come lavoro ufficiale faceva il macellaio. 
Nei primi anni settanta stringe rapporti con importanti esponenti della malavita romana, tra cui Marcello Colafigli, e fu uno degli ideatori della Banda della Magliana, sebbene all'epoca si trovasse in prigione. Dì lì a poco però, Castelletti venne scarcerato, riprendendo così la sua attività di malavitoso.

### Il percorso nella Banda della Magliana
A partire dal 1977 si occupò anche dello spaccio di droga, come responsabile della zona Magliana, e fu collaborante per quanto riguarda i principali sequestri di persona messi in atto dalla banda in quel periodo, tra cui Pratesi e il duca Grazioli, ma semplicemente come appoggio esterno.
Nel 1986, in seguito al pentimento di Claudio Sicilia, conclude la sua collaborazione con la banda.  
Ripresa la normale attività intorno al 1990, e sfuggito più volte alla cattura, venne poi arrestato nel 1994, e chiamato a rispondere delle sue varie attività criminali, in particolar modo per la corruzione di alcuni componenti delle forze dell'ordine.